# Mark Hamill
Mark Richard Hamill (25. rujna 1951.) je američki glumac, glasovni glumac i pisac. Hamill je najpoznatiji po svojoj ulozi kao Luke Skywalkera u filmskoj sagi Ratovi zvijezda, preko koje je tri puta osvojio nagradu Saturn za najboljeg glumca. Poznat je i po glasovnom djelovanju u animaciji i videoigrama, posebno po portretu Jokera, počevši od Batman: animirana serija iz 1992. Hamill je nastupio u nekoliko kazališnih produkcija od kojih je napoznatija ona u predstavi Čovjek-slon, a također je i jedan od autora stripovske mini-serije The Black Pearl. 

## Karijera
Hamill je započeo kao glumac u ranim 1970-ima kroz nastupe u brojnim televizijskim serijama, uključujući General Hospital i The Partridge Family. Veliki proboj dogodio se 1977. kada mu je bilo dopušteno da igra glavnu ulogu Luke Skywalker u Ratovima zvijezda Georgea Lucasa. Hamillov prijatelj Robert Englund položio je audiciju za ulogu u Apokalipsa danas kad je u istom studiju čuo za audiciju Ratovima zvijezda. Uvjerio je Hamillea da će se javi za ulogu Luke Skywalkera; Hamill je prošao audiciju i bio je prihvaćen. produkcija Ratova zvijezda bila je vrijedna 11 milijuna dolara te je film prikupio 503 milijuna dolara i tako završio na vrhu liste najuspješnijih filmova u svijetu u to vrijeme. Hamill je postao svjetski poznat. Također se pojavio u sljedeća dva filma Imperij uzvraća udarac i Povratak Jedija. Za to je nagrađen s dvije nagrade Saturn za najboljeg glumca. Manje od 30 godina kasnije vratio se ulozi Luke Skywalkera za nastavak trilogije Ratovi zvijezda, koji je započeo filmovima Sila se budi i Posljednji Jedi, a završen je 2019. s konačnom devetom epizodom Uspon Skywalkera. 
Pored i nakon uspješne prve trilogije Ratova zvijezda, pojavio se i u drugim filmovima poput The Big Red One iz 1980. Godine 1995. glumio je u horor filmu John Carpentera The Village of the Damned. Međutim, za razliku od svog kolege Harrison Forda, Hamill više nije mogao nadmašiti uspjeh filmova Ratovi zvijezda. 1998. godine pojavio se u švedskom akcijskom filmu Zapovjednik Hamilton. Radio je i kao kazališni glumac i glumio u nekoliko kazališnih predstava na Broadwayu, uključujući dramu Amadeus. To mu je donijelo nominaciju za nagradu Drama Desk Award. Govorio je i za ulogu Mozarta u filmu Amadeus, no producenti su ga odbili s obrazloženjem da ne žele Luke Skywalkera u filmu.  
Hamill je na kraju izabran kao glumac za Jokera za crtani film o Batmanu 1992. nakon što je otpao prvi izbor Warner Brothers, Tim Curry. Hamill je ulogu odigrao toliko dobro da je za svoj nastup dobio pozitivne kritike, posebno zbog izražajnog smijeha koji je Hamill razvio upravo zbog svoje uloge i koji je postao poseban zaštitni znak negativca u seriji. Hamill je igrao ulogu Jokera, od kojeg je osobni obožavatelj, u svim svojim nastupima u franšizi DC Animated Universe, koja je bila započela uspjehom animirane serije, kako u Superman, Static Shock, tako i Batman Beyond: Return of the Joker i Lige pravednih. U nastavku serije Liga pravednih ("Bljesak i supstanca") govori i o ulozi super zlikovca Trickster kojeg je utjelovio u akcijskoj akcijskoj seriji Flash - The Red Lightning. U filmu Flash se ponovno pojavio kao Trickster. 
U ožujku 2018. godine primio je zvijezdu na hollywoodskom Hollywood Walk of Fame.

## Privatni život
17. prosinca 1978. Hamill se oženio za zubaricu Marilou York. Zajedno imaju troje djece: Nathan Hamill (rođen 1979.), Griffin Hamill (rođen 1983.) i Chelsea Hamill (rođen 1988.).

## Filmografija
- 1970: The Headmaster, televizijska serija
- 1970: The Bill Cosby Show, televizijska serija, epizoda 2x13
- 1971: The Partridge Family, televizijska serija, epizoda 1x16
- 1972–1973: General Hospital (sapunica)
- 1974–1975: The Texas Wheelers (televizijska serija, 8 epizoda)
- 1975: Petrocelli (televizijska serija, 2 epizode)
- 1975;1977: The Streets of San Francisco, televizijska serija, 2 epizode
- 1977: Ratovi zvijezda
- 1978: Corvette Summer
- 1978: The Star Wars Holiday Special (televizijski film)
- 1980: Imperij uzvraća udarac
- 1980: The Big Red One
- 1981: The Night the Lights Went Out in Georgia
- 1982: Britannia Hospital
- 1983: Povratak Jedija
- 1989: Slipstream
- 1990: Midnight Ride
- 1991: Flash, televizijska serija, 2 epizode
- 1991: Black Magic Woman
- 1991: The Guyver
- 1992: Sleepwalkers
- 1993: Time Runner
- 1993: John Carpenter presents Body Bags
- 1995: seaQuest DSV, televizijska serija, 2 epizoda
- 1995: John Carpenter’s Village of the Damned
- 1996: Outer Limits, televizijska serija, epizoda 2x05
- 1998: Commander Hamilton
- 2001: Jay and Silent Bob Strike Back
- 2011: Chuck (televizijska serija, epizoda 5x01)
- 2012: Sushi Girl
- 2012: Airborne
- 2013: Virtually Heroes
- 2013: Criminal Minds (televizijska serija, 2 epizode)
- 2014: The Halloween Pranksta (televizijski film)
- 2014: Kingsman: The Secret Service
- 2015: The Flash (televizijska serija, 2 epizode)
- 2015: Ratovi zvijezda: Sila se budi
- 2017: Brigsby Bear
- 2017: Ratovi zvijezda: Posljednji Jedi
- 2017: Dimension 404 (televizijska serija, 6 epizoda)
- 2018: Teorija velikog praska (televizijska serija, epizoda 11x24)
- od 2019: The Dark Crystal: Age of Resistance, televizijska serija
- 2019:  Ratovi zvijezda: Uspon Skywalkera
- 2020: The Mandalorian  (televizijska serija, epizoda 2x8)

## Vanjske poveznice
- Mark Hamill u internetskoj bazi filmova IMDb-u (engl.)